# Timsfors kapell
Timsfors kapell en kyrkobyggnad som tillhör Markaryds församling i Växjö stift. Kyrkan ligger i samhället Timsfors i Markaryds kommun.

## Kyrkobyggnaden
Byggnadskomplexet består av ett kapell med församlingshem, barn- och ungdomslokaler. Det invigdes 1982. Till vänster om entrén står en rödmålad klockstapel.

## Orgel
- Orgeln flyttades hit 1987 från Ringstorpskyrkan, Helsingborg. Den är byggd 1969 av Anders Perssons Orgelbyggeri och är en mekanisk orgel.

| Manual       | Pedal      | Koppel   |  |
| Gedackt 8’   | Sordun 16’ | Man/Ped. |  |
| Rörflöjt 4’  |            |          |  |
| Principal 2’ |            |          |  |
| Oktava 1’    |            |          |  |